# 真銀漢魚屬
真銀漢魚屬為輻鰭魚綱銀漢魚目銀漢魚科的其中一屬。

## 分類
本屬目前有五個受承認的物種：
- 博耶氏真銀漢魚 Atherina boyeri
- 短頭真銀漢魚 Atherina breviceps
- 西班牙真銀漢魚 Atherina hepsetus
- 大口真銀漢魚 Atherina lopeziana
- 沙真銀漢魚 Atherina presbyter

## 扩展阅读
- 維基物種上的相關：真銀漢魚屬